# George Gordon, 2. Earl of Huntly
George Gordon, 2. Earl of Huntly (* um 1441; † 8. Juni 1501) war ein schottischer Peer und Lordkanzler von Schottland.

## Leben
Er war der zweite Sohn des Alexander Gordon, 1. Earl of Huntly, aus dessen zweiter Ehe mit Elizabeth Crichton, Tochter des William Crichton, 1. Lord Crichton.
Er war bereits zum Ritter geschlagen worden, als er 1455 in erster Ehe mit Elizabeth Dunbar, 5. Countess of Moray († 1485), Witwe des Archibald Douglas († 1455), verheiratet wurde. Die Ehe blieb kinderlos und wurde im März 1460 annulliert. Im selben Monat heiratete er Prinzessin Annabella Stewart, Tochter des Königs Jakob I. von Schottland und Ex-Gattin des Ludwig von Savoyen. Auch diese Ehe wurde 1471 wegen zu enger Blutsverwandtschaft annulliert. Im August 1471 heiratete er in dritter Ehe Lady Elizabeth Hay, Tochter des William Hay, 1. Earl of Erroll. 
Aufgrund einer besonderen Erbregelung erbte er, und nicht sein älterer Halbbruder Alexander Seton, beim Tod seines Vaters, 1470, dessen Adelstitel als Earl of Huntly. Er wurde Mitglied des schottischen Kronrates (Privy Council), erhielt 1479 das Amt des Justiciary North of the Forth, 1491 das Amt des Lieutenant North of the Esk und hatte von 1498 bis zu seinem Tod, 1501, als Lord High Chancellor das höchste Staatsamt des Königreiches Schottland inne.

## Nachkommen
Er hatte vier Söhne und sieben Töchter:
- Alexander Gordon, 3. Earl of Huntly († 1524), ⚭ (1) 1474 Lady Janet Stewart († 1510), Tochter des John Stewart, 1. Earl of Atholl, ⚭ (2) 1511 Hon. Elizabeth Gray, Tochter des Andrew Gray, 2. Lord Gray;
- Adam Gordon († 1528), ⚭ 1500 Elizabeth Sutherland, 10. Countess of Sutherland;
- William Gordon (⚔ 1513 bei Flodden Field);
- James Gordon († nach 1498);
- Lady Janet Gordon († um 1559), ⚭ (1) Alexander Lindsay, Lord Lindsay († 1489), Heir apparent des David Lindsay, 5. Earl of Crawford, (2) um 1492–vor 1508 Patrick Gray, 3. Lord Gray, ⚭ (3) 1508 Patrick Butter of Gormock, ⚭ (4) vor 1535 James Halkerston of Southwood;
- Lady Isabel Gordon, ⚭ William Hay, 3. Earl of Erroll;
- Lady Elizabeth Gordon († 1525), ⚭ 1482 William Keith, 2. Earl Marischal;
- Lady Margaret Gordon, ⚭ 1491 Patrick Hepburn, 1. Earl of Bothwell;
- Lady Eleanor Gordon, ⚭ John Crichton of Invernytie;
- Lady Agnes Gordon, ⚭ James Ogilvy, Younger of Deskford and Findlater († 1506);
- Lady Catherine Gordon (nach 1471–1537), ⚭ (1) Perkin Warbeck († 1499), ⚭ (2) 1512 James Strangways, of Fyfield († 1515), ⚭ (3) 1517 Sir Matthew Cradock, of Swansea († Jul 1531), ⚭ (4) Christopher Assheton, of Fyfield.

Es ist unklar, welche seiner Kinder aus seiner zweiten Ehe mit Annabella Stewart und welche aus seiner dritten Ehe mit Elizabeth Hay stammen. Vermutlich stammte nur die jüngste Tochter Catherine aus der dritten Ehe und die übrigen aus der zweiten.